# مضواء عالي السرعة
مضواء عالي السرعة (بالإنجليزية: High Speed Photometer)‏ (HSP) كان جهاز طيف موجود في مرصد هابل الفضائي قبل أن تتم إزالته من أجل وضع البديل التصحيحي البصري والمحوري من أجل تصحيح الإنحراف الكروي للضوء في المقراب الفضائي في مهمة الإصلاح الأُولى لصيانة المقراب في شهر ديسمبر من عام 1993.

## روابط خارجية
- HSP Information at STSCI
- Instrument Handbook
- HSP at the University of Wisconsin's Space Astronomy Laboratory